# 978 Aidamina
A 978 Aidamina (ideiglenes jelöléssel 1922 LY) a Naprendszer kisbolygóövében található aszteroida. Szergej Beljavszkij fedezte fel 1922. május 18-án.